# كريستيان ريان
كريستيان ريان (بالإنجليزية: Christian Ryan)‏ هو مجدف أسترالي، ولد في 5 يونيو 1977 في وارنامبول في أستراليا.

## وصلات خارجية
- كريستيان ريان على موقع الاتحاد الدولي للتجديف (الإنجليزية)
- كريستيان ريان على موقع اللجنة الأولمبية الدولية (الإنجليزية)
- كريستيان ريان على موقع أوليمبيديا (الإنجليزية)
- كريستيان ريان على موقع اللجنة الأولمبية الأسترالية (الإنجليزية)